# Hipòtesi de la Terra porpra
La hipòtesi de la Terra porpra és una teoria científica que postula l'existència d'un estadi del planeta Terra on el color predominant dels oceans tendia al porpra a causa de la presència d'arqueobacteris halòfils. Aquests organismes realitzaven la fotosíntesi a partir del retinal i no la clorofil·la i per això tendien al color porpra o violat i no al verd com en els vegetals. Però els cianobacteris van acabar imposant-se i van provocar la catàstrofe de l'oxigen i la fi d'aquest suposat estadi porpra. La validació d'aquesta hipòtesi és important no sols per a conèixer millor la història terrestre sinó per les possibilitats que obre en astrobiologia, ja que augmentaria el nombre d'exoplanetes on és possible la vida.